# Афінна геометрія
Афі́нна геоме́трія (лат. affinis — споріднений) — розділ геометрії, що вивчає властивості геометричних фігур, інваріантні (незмінні) відносно афінних перетворень, тобто таких взаємно однозначних точкових відображень евклідової площини на евклідову площину або евклідового простору на самого себе, при яких прямі переходять у прямі. Афінне перетворення зберігає величину відношення двох відрізків прямої, паралельність прямих і площин.
У декартових координатах афінне перетворення площини в себе виражається формулами:
- х' = а1х + b1y + с1
- у' = а2х + b2у + с2

причому a1b2 — a2b1 ≠ 0.
Тут х, у — координати довільної точки М; х', у' — координати її образу.
Афінні перетворення, а значить і афінна геометрія, широко застосовуються в геометрії і прикладних науках (теорія пружності та ін.).

## Історія
У 1748 році Ейлер ввів термін «афінний»(лат. affinis ‘зв'язний’).Властивості геометричних фігур, які переходять одна в одну при афінних перетвореннях, вивчалися А. Ф. Мебіусом в першій половині XIX століття: у 1827 році вийшла його книга «Барицентричне обчислення».
Після Ерлангенської програми Фелікса Кляйна, афінна геометрія була визнана як узагальнення Евклідової геометрії.
У 1912 році Б. Е. Вільсон і Гілберт Ньютон Льюїс розробили афінну геометрію для вираження спеціальної теорії відносності.
У 1984 році «афінні площини, пов'язані з Лоренцевим векторним простором L2» були описані Г. Бірманом і Кацумі Номідзу у статті під назвою «Тригонометрія в геометрії Лоренца».

## Аксіоми
Були висунуті кілька аксіоматичних підходів до афінної геометрії:

### Закон Паппа

Закон Паппа: якщо червоні прямі паралельні і сині прямі паралельні, то пунктирні чорні прямі повинні бути паралельні.

Оскільки афінна геометрія має справу з паралельними прямими, одна з властивостей паралельних прямих, зазначених Паппа Олександрівським, була прийнята як передумова:
- Якщо {\displaystyle A,B,C} знаходяться на одній прямій, а {\displaystyle A',B',C'} на інший, то

{\displaystyle (AB'\parallel A'B\ \land \ BC'\parallel B'C)\Rightarrow CA'\parallel C'A.}
Повна система аксіом передбачає точку, пряму і пряму, що містить точку; примітивні поняття:
- Дві точки лежать на одній прямій.

- Для будь-якої прямої L і будь-якої точки p, яка не належить L, є тільки одна пряма, що містить p і не містить жодної точки прямої L. Ця пряма називається паралельною до прямої L.

- Кожна пряма містить принаймні дві точки.

- Існують принаймні три точки, які не належать одній прямій.

Згідно Г. С. М. Коксетера: Цікавість цих п'яти аксіом посилюється тим, що вони можуть бути поширені на величезну кількість тверджень, проведених не тільки в Евклідовій геометрії, але і в геометрії Мінковського простору і часу (у простому випадку 1 + 1 вимірах, в той час як спеціальна теорія відносності вимагає 1 + 3)Розширення геометрії Евкліда або Мінковського досягається шляхом додавання різних додаткових аксіом ортогональності тощо.
Різні типи афінної геометрії відповідають тому, що інтерпретація береться для обертання. Геометрія Евкліда відповідає звичайній ідеї обертання, в той час як геометрія Мінковського відповідає гіперболічному оберту. Що стосується перпендикулярних ліній, вони залишаються перпендикулярними, якщо площина піддається звичайному обертанню. У геометрії Мінковського, лінії, які є гіперболічно-ортогональними залишаться в цьому відношенні, якщо площина піддається гіперболічному обертанню.

### Впорядкована структура
Аксіоматика афінної геометрії може бути побудована з аксіом впорядкованої геометрії шляхом додавання двох додаткових аксіом:
1. (Афінна аксіома паралельності) дана точка A і пряма r, яка не проходить через точку А, існує не більше однієї прямої, яка проходить через точку А, що не задовольняє прямій r.
2. (Теорема Дезарга) дано сім різних точок A, A', B, B', C, C', O, таких що AA', BB', та CC' відмінні прямі, які проходять через точку O та AB паралельна A'B' та BC паралельна B'C', тоді AC паралельна A'C'.

Афінне поняття паралельності утворює відношення еквівалентності для прямих. Так як аксіоми впорядкованої геометрії, представленої тут, включають в себе властивості, які передбачають структуру дійсних чисел, ці властивості переносяться, так що це аксіоматизація афінної геометрії над полем дійсних чисел.

## Афінні перетворення
Геометрично, афінне перетворення (спорідненості) зберігає колінеарність: так воно перетворить паралельні прямі в паралельні прямі і збереже відношення відстаней уздовж паралельних прямих.
Ми визначаємо, як афінну теорему будь-який геометричний результат, який інваріантний щодо афінної групи (в Ерлангенській програмі Фелікса Кляйна, це його основна група перетворень симетрії для афінної геометрії). Розглянемо в лінійному просторі V, загальну лінійну групу GL(V).Це не вся афінна група, тому що ми повинні дозволити також перетворення вектора v із V. (Подібне перетворення карти будь-якого w із V в w + v.) Афінна група породжена загальною лінійною групою, а перетворення і справді їх напівпрямий добуток {\displaystyle V\rtimes \mathrm {GL} (V)}.
Наприклад, теореми з планіметрії про збіг прямих в трикутнику, що з'єднують кожну вершину з серединою протилежної сторони (у центр ваги або барицентр) залежать від поняття медіани і центра ваги як афінних інваріантів. Інші приклади теорем Чеви і Менелая.
Афінні інваріанти також можуть допомогти в обчисленні. Наприклад, прямі, які ділять площину трикутника на дві рівні частини, утворюють обгортку всередині трикутника. Відношення площі обгортки до площі трикутника є афінним інваріантом, і тому необхідно обчислювати простий випадок, такий як, одиничний рівнобедрений прямокутний трикутник дає {\displaystyle {\tfrac {3}{4}}\log _{e}(2)-{\tfrac {1}{2}},} тобто 0.019860… або менше, ніж 2 %, для всіх трикутників. Знайомі формули, такі як: половина добутку основи на висоту — площа трикутника, або одна третя частина основи на висоту — об'єм піраміди, також афінні інваріанти. Остання є менш очевидною, ніж перша, в загальному випадку легко бачити, для однієї шостої частини одиничного куба, утвореного гранню (площа 1) і середньою точкою куба (висота 1/2). Отже, вона вірна для всіх пірамід, навіть для косих, вершина яких знаходиться не прямо над центром основи, і з основою паралелограм замість квадрата. Формула надалі узагальнюється на піраміди, основа яких може бути поділена на паралелограми, дозволяючи нескінченно багато паралелограмів (з урахуванням конвергенції). Такий же підхід показує, що чотиривимірна піраміда має об'єм 4D — одна чверть добутку 3D-об'єму основи її паралелепіпеда на висоту, і так далі для більш високих розмірностей.